# Hedpappersgeting
Hedpappersgeting (Polistes nimpha) är en getingart som först beskrevs av Christ 1791.  Hedpappersgeting ingår i släktet pappersgetingar, och familjen getingar. Arten är tillfälligt reproducerande i Sverige. Utöver nominatformen finns också underarten P. n. irakensis.